# ساريشام
ساريشام (بالتركية: Sarıçam)‏ هي مدينة ومنطقة سكنية في تركيا ، تقع في محافظة أضنة . 